# تپه لازوملایوردی (وسطی)
تپه لازوملایوردی (وسطی) مربوط به عصر مفرغ - عصر آهن است و در شهرستان گرمی، بخش مرکزی، دهستان اجارود مرکزی، روستای کمرقیه واقع شده و این اثر در تاریخ ۱۲ شهریور ۱۳۸۶ با شمارهٔ ثبت ۱۹۴۱۳ به‌عنوان یکی از آثار ملی ایران به ثبت رسیده است.